# NGC 2936
NGC 2936 (другие обозначения — UGC 5130, MCG 1-25-5, ZWG 35.15, ARP 142, VV 316, PGC 27422) — эллиптическая галактика (E) в созвездии Гидра.
Этот объект входит в число перечисленных в оригинальной редакции «Нового общего каталога».
Образует пару с галактикой NGC 2937. В NGC 2936 наблюдается ионизация центральной области из-за активного ядра, а также активное звёздообразование в восточном шлейфе, вызванное сжатием газа из-за взаимодействия с галактикой-компаньоном.
Визуально объект имеет неравномерную яркость и состоит из немного изогнутого «тела» и сильно изогнутого шлейфа. Центральная область галактики имеет угловые размеры 30″ × 20″, сужается к востоку и имеет заметное ядро. С западной стороны к ней прикрепляется широкий приливной шлейф с низкой поверхностной яркостью. Он изгибается в сторону юго-юго-запада, постепенно переставая быть различимым у яркой, но имеющей меньший размер NGC 2937.